# علیخان صمدوف
علیخان صمدوف(آذربایجانی: Əlixan Səmədov) نوازنده بالابان اهل جمهوری آذربایجان است.
او در سال ۱۹۶۴ در جمهوری آذربایجان در خانواده‌ای اهل موسیقی به دنیا آمد.
سالهای ۱۹۷۱-۷۹ را به آموزش ابتدایی و متوسطه گذراند و تا سال ۱۹۸۲ در مدارس موسیقی تحصیل کرد.
وی در سال ۱۹۸۶ وارد دانشگاه آموزش و پرورش آذربایجان (شوروی سابق) در رشته موسیقی شد. او در سال ۱۹۹۰ فارغ‌التحصیل گردید. ساز اصلی او بالابان بود ولی در نواختن بسیاری از سازهای بادی مانند زورنا، ابوآ، ساکسوفون، و کلارینت مهارت دارد. 
او شطرنج‌باز قابلی نیز هست و به تدریس شطرنج می‌پردازد.
موسسه فرهنگی هنری آوای بارید دو اثر سرزمین آتش و همه چیز برای تو را در ایران منتشر کرده‌است.